# Voetbalkampioenschap van Rijn-Saar 1932/33
In 1932/33 werd het zesde en laatste voetbalkampioenschap van Rijn-Saar gespeeld, dat georganiseerd werd door de Zuid-Duitse voetbalbond.
SV Waldhof werd kampioen van de groep Rijn en FK Pirmasens van de groep Saar. Net als de vicekampioenen Phönix Ludwigshafen en 1. FC Kaiserslautern plaatsten ze zich voor de Zuid-Duitse eindronde. De clubs werden samen over twee groepen verdeeld op basis van geografische ligging. De clubs waren geen maat voor de Beierse clubs en bezetten de laatste vier plaatsen, Waldhof behaalde hier het beste resultaat en werd vijfde.
Na dit seizoen kwam de Nationaalsocialistische Duitse Arbeiderspartij aan de macht en werd de competitie grondig geherstructureerd. De overkoepelende voetbalbonden werden afgeschaft en ruimden plaats voor 16 Gauliga's. Hoewel dit voor vele competities in het land een ingrijpende verandering was dit niet zo'n grote verandering voor de clubs uit Zuid-Duitsland aangezien de vier Bezirksliga's vervangen werden door vier Gauliga's, zij het met minder teams. Er werden enkele grenscorrecties uitgevoerd voor de Gauliga. De Badense clubs uit Mannheim die nooit in de Badense competitie gespeeld hadden werden nu overgeheveld naar de Gauliga Baden, de clubs uit Trier gingen in de Gauliga Mittelrhein spelen en de overige clubs in de Gauliga Südwest-Mainhessen.

## Bezirksliga

### Rijn
| Plaats | Club                          | Wed. | W  | G | V  | Saldo | Ptn.  |
| ------ | ----------------------------- | ---- | -- | - | -- | ----- | ----- |
| 1.     | SV Waldhof 07                 | 18   | 14 | 2 | 2  | 76:26 | 30:6  |
| 2.     | FC Phönix 04 Ludwigshafen     | 18   | 12 | 1 | 5  | 43:26 | 25:11 |
| 3.     | VfL 1884 Neckarau             | 18   | 11 | 1 | 6  | 45:36 | 23:13 |
| 4.     | SVgg Amicitia 09 Viernheim    | 18   | 11 | 1 | 6  | 39:31 | 23:13 |
| 5.     | VfR Mannheim 1896             | 18   | 7  | 4 | 7  | 47:40 | 18:18 |
| 6.     | SpVgg Sandhofen               | 18   | 7  | 1 | 10 | 23:35 | 15:21 |
| 7.     | Mundenheimer SpVgg            | 18   | 6  | 2 | 10 | 35:42 | 14:22 |
| 8.     | Mannheimer FC Lindenhof 1908  | 18   | 6  | 2 | 10 | 34:48 | 14:22 |
| 9.     | FC Germania 03 Friedrichsfeld | 18   | 5  | 1 | 12 | 30:51 | 11:25 |
| 10.    | VfR Kaiserslautern            | 18   | 2  | 3 | 13 | 27:64 | 7:29  |

|  | Kampioen, geplaatst voor Zuid-Duitse eindronde en Gauliga Baden 1933/34    |
|  | Geplaatst voor Zuid-Duitse eindronde en Gauliga Südwest-Mainhessen 1933/34 |
|  | Geplaatst voor de Gauliga Baden 1933/34                                    |
|  | Degradatie                                                                 |

### Saar
| Plaats | Club                        | Wed. | W  | G | V  | Saldo | Ptn.  |
| ------ | --------------------------- | ---- | -- | - | -- | ----- | ----- |
| 1.     | FK 03 Pirmasens             | 18   | 13 | 1 | 4  | 48:22 | 27:9  |
| 2.     | 1. FC Kaiserslautern        | 18   | 10 | 4 | 4  | 44:26 | 24:12 |
| 3.     | Borussia VfB Neunkirchen    | 18   | 8  | 4 | 6  | 38:38 | 20:16 |
| 4.     | Sportfreunde 05 Saarbrücken | 18   | 7  | 5 | 6  | 39:30 | 19:17 |
| 5.     | FV Saarbrücken              | 18   | 7  | 4 | 7  | 44:40 | 18:18 |
| 6.     | 1. FC 1907 Idar             | 18   | 5  | 7 | 6  | 34:36 | 17:19 |
| 7.     | SV Eintracht 06 Trier       | 18   | 5  | 5 | 8  | 40:45 | 15:21 |
| 8.     | SC Saar 05 Saarbrücken      | 18   | 5  | 5 | 8  | 27:34 | 15:21 |
| 9.     | SV 1906 Völklingen          | 18   | 4  | 6 | 8  | 37:46 | 14:22 |
| 10.    | SV 05 Saarbrücken           | 18   | 5  | 1 | 12 | 26:60 | 11:25 |

|  | Kampioen, geplaatst voor Zuid-Duitse eindronde en Gauliga Südwest-Mainhessen 1933/34 |
|  | Geplaatst voor Zuid-Duitse eindronde en Gauliga Südwest-Mainhessen 1933/34           |
|  | Geplaatst voor Gauliga Südwest-Mainhessen 1933/34                                    |
|  | Geplaatst voor Gauliga Mittelrhein 1933/34                                           |
|  | Degradatie                                                                           |

## Kreisliga

### Unterbaden
| Plaats | Club                     | Wed. | W  | G | V  | Saldo | Ptn.  |
| ------ | ------------------------ | ---- | -- | - | -- | ----- | ----- |
| 1.     | TSV Altrip               | 21   | 17 | 2 | 2  | 82:24 | 36:06 |
| 2.     | VfTuR Feudenheim         | 22   | 15 | 3 | 4  | 51:21 | 33:11 |
| 3.     | FV 09 Weinheim           | 22   | 14 | 0 | 8  | 54:29 | 28:16 |
| 4.     | SpVgg Wallstadt          | 22   | 10 | 5 | 7  | 56:58 | 25:19 |
| 5.     | Mannheimer FC Phönix 02  | 22   | 9  | 4 | 9  | 51:28 | 22:22 |
| 6.     | SpVgg 07 Mannheim        | 22   | 9  | 4 | 9  | 40:42 | 22:22 |
| 7.     | FV Fortuna Heddesheim    | 21   | 8  | 4 | 9  | 30:32 | 20:22 |
| 8.     | SC Käfertal              | 22   | 7  | 6 | 9  | 43:44 | 20:24 |
| 9.     | SC Neckarstadt           | 22   | 8  | 2 | 12 | 36:54 | 18:26 |
| 10.    | SpVgg Fortuna Edingen    | 22   | 6  | 5 | 11 | 39:59 | 17:27 |
| 11.    | FV Leutershausen         | 22   | 5  | 4 | 13 | 36:68 | 14:30 |
| 12.    | FC Viktoria Neckarhausen | 22   | 3  | 1 | 18 | 22:88 | 07:37 |

|  | Deelname promotie-eindronde |

### Neckarkreis
| Plaats | Club                  |
| ------ | --------------------- |
| 1.     | FG Kirchheim          |
|        | SV 98 Schwetzingen    |
|        | SV Sandhausen         |
|        | FVgg Eppelheim        |
|        | SV 1910 Heidelberg    |
|        | FV Union Heidelberg   |
|        | 1. FC 05 Heidelberg   |
|        | FV 08 Hockenheim      |
|        | SpVgg Plankstadt      |
|        | FV Oftersheim         |
|        | SK Olympia Neulußheim |
|        | FG Rohrbach           |
|        | VfB Wiesloch          |

|  | Deelname promotie-eindronde |

### Elsenz
Uit de Elsenz is enkel kampioen SpVgg Eberbach bekend. 

### Vorderpfalz
Uit de Vorderpfalz is enkel kampioen FG 1914 Oppau bekend. 

### Südfalz
Uit de Südpfalz is enkel kampioen VfL Neustadt bekend. 

### Hinterpfalz
Uit de Vorderpfalz is enkel kampioen SC Kaiserslautern bekend. 

### Promotie-eindronde
Door de herstructurering van de competitie en de invoering van de Gauliga was er een promotie mogelijk. 
| Plaats | Club              | Wed. | W | G | V | Saldo | Ptn.  |
| ------ | ----------------- | ---- | - | - | - | ----- | ----- |
| 1.     | TSV Altrip        | 10   | 6 | 4 | 0 | 34:14 | 16:04 |
| 2.     | FG Kirchheim      | 10   | 5 | 3 | 2 | 36:27 | 13:07 |
| 3.     | FG 1914 Oppau     | 10   | 4 | 4 | 2 | 17:17 | 12:08 |
| 4.     | SC Kaiserslautern | 10   | 4 | 2 | 4 | 21:32 | 10:10 |
| 5.     | VfL Neustadt      | 10   | 2 | 1 | 7 | 24:30 | 05:15 |
| 6.     | SpVgg Eberbach    | 10   | 2 | 0 | 8 | 20:37 | 04:16 |